# Centrale de la Première-Chute
La centrale de la Première-Chute est une centrale hydroélectrique et un barrage d'Hydro-Québec érigés sur la rivière des Outaouais, à Notre-Dame-du-Nord, dans la région administrative de l'Abitibi-Témiscamingue, au Québec. Cette centrale, d'une puissance installée de 130 MW, a été mise en service en 1968.